# Kostolná-Záriečie
Kostolná-Záriečie je obec na Slovensku, v okrese Trenčín v Trenčínském kraji. Žije v ní 671 obyvatel.

## Historie
První písemná zmínka o vesnici pochází z roku 1318.

## Pamětihodnosti
- římskokatolický kostel svatých Kosmy a Damiána z roku 1735
- kaplička Panny Marie Sedmibolestné z roku 1924
- biskupský kaštel[3]
- památník z války v roce 1848[3]
- V katastrálním území obce leží přírodní rezervace Prepadlisko.